# 夏伊乔
夏伊乔（1918年—2012年4月27日），中国油画家、书法家。国画大师刘海粟的第三任也是最后一任妻子。生于上海，祖籍浙江鄞县。

## 生平
1918年6月（另说1917年），生于上海，祖籍浙江鄞县（今宁波市鄞州区）。幼有艺术天分，学习油画。1940年，赴印度尼西亚，在印尼继续研习绘画、书法。1944年（另说1945年），与刘海粟结婚在上海外滩12号工商联谊会举办婚礼。之后相伴刘海粟60年，并在国画上从学于刘海粟。
1984年，应日本方面邀访，访问爱知县。1996年12月25日，刘海粟诞辰100周年，在宁波举办个展。2005年，90岁寿辰，上海发行《刘海粟夏伊乔书画作品集》。是上海市美术家协会会员，上海市书法家协会会员，上海市文史馆研究员。
2012年4月27日，因病逝世于上海中山医院，享年96岁。同年5月3日，追悼会在上海龙华殡仪馆举行。有上海“最后一位名媛”之称。

## 艺术
是海派绘画代表女画家。国画上擅长山水画，花鸟画，风格清丽洒脱，逸秀潇洒。遗有刘海粟夏伊乔作品集《沧海有乔》。

## 家庭
- 夫 刘海粟
  - 子 刘蟾